# Lech Kowalski (historyk)
Lech Kowalski (ur. 19 listopada 1950 w Koszalinie) – polski historyk wojskowości i publicysta, doktor nauk humanistycznych (1989), oficer polityczny w stopniu podpułkownika.

## Życiorys
Ukończył pion polityczny Wyższej Szkoły Oficerskiej Wojsk Obrony Przeciwlotniczej. Jest również absolwentem Wojskowej Akademii Politycznej im. Feliksa Dzierżyńskiego. Tytuł magistra uzyskał w 1984 na podstawie pracy pt. System Polski wobec polityki zagranicznej państwa w latach 1934–1939. Doktoryzował się w 1989.
Był członkiem Polskiej Zjednoczonej Partii Robotniczej w latach 1973–1990. W latach 1986–1999 pracował jako adiunkt w Wojskowym Instytucie Historycznym. Tam uniemożliwiono mu habilitację i następnie – jak sam twierdzi w wyniku zakulisowych działań Wojciecha Jaruzelskiego – zwolniono z pracy. Sam prof. Andrzej Ajnenkiel, dyrektor Wojskowego Instytutu Historycznego, wystawiał mu bardzo krytyczne opinie. Odnośnie do działalności Lecha Kowalskiego krytycznie wypowiadali się również m.in. prof. Paweł Wieczorkiewicz oraz prof. Andrzej Paczkowski.
Od 2001 do 2009 pracował w firmie ochroniarskiej Solid Security, w której był szefem pionu szkolenia.

## Działalność publicystyczna
Publikował i udzielał wywiadów m.in. w „Polityce”, „Rzeczpospolitej” oraz „Gazecie Polskiej”. Od 2015 jest stałym komentatorem Telewizji Republika. Występował również w telewizji WPolsce.pl, Radiu Wnet, a także w telewizji internetowej wRealu24.pl.
Laureat Nagrody im. Jerzego Łojka.

## Publikacje
- Generałowie. Warszawa: Instytut Wydawniczy „Pax”, 1992. ISBN 83-211-1486-5. Brak numerów stron w książce[15]
- Kryptonim „Dunaj”. Udział wojsk polskich w interwencji zbrojnej w Czechosłowacji w 1968 roku. Warszawa: Książka i Wiedza, 1992. ISBN 978-83-05-12600-7. Brak numerów stron w książce[16]
- Generał ze skazą: biografia wojskowa gen. armii Wojciecha Jaruzelskiego. Warszawa: Oficyna Wydawnicza „Rytm”, 2001. ISBN 978-83-7506-979-2. Brak numerów stron w książce[17][18].
- Komitet Obrony Kraju: (MON – PZPR – MSW). Warszawa: Wydawnictwo Naukowe Semper, 2011. ISBN 978-83-7507-088-0. Brak numerów stron w książce[19]
- Cze.Kiszczak. Biografia gen. broni Czesława Kiszczaka. Poznań: Zysk i S-ka, 2015. ISBN 978-83-7785-836-3. Brak numerów stron w książce[20][21].
- Korpus Bezpieczeństwa Wewnętrznego a Żołnierze Wyklęci. Walka z podziemiem antykomunistycznym w latach 1944–1956. Poznań: Zysk i S-ka, 2016. ISBN 978-83-7785-956-8. Brak numerów stron w książce[22]
- Krótsze ramię Moskwy: historia kontrwywiadu wojskowego PRL. Warszawa: Fronda, 2017. ISBN 978-83-807-9325-5. Brak numerów stron w książce[23][24].
- Bezpieka pogranicza: Historia zwiadu WOP 1945–1980. Warszawa: Fronda, 2020, s. 656. ISBN 978-83-807-9512-9.[25]